# Guy Berruyer
Guy Serge Berruyer (geboren am 12. August 1951) ist ein französischer Geschäftsmann und ehemaliger Vorstandsvorsitzender (CEO) der Sage Group plc, einem britischen multinationalen Unternehmen für Unternehmenssoftware.

## Frühes Leben
Der 1951 geborene Berruyer studierte an der École Polytechnique Fédérale de Lausanne, wo er zum Ingenieur ausgebildet wurde. Er besitzt außerdem einen MBA der Harvard University.

## Karriere
Berruyer trat 1997 in die Sage-Gruppe ein, um das französische Geschäft zu leiten. Er übernahm die Position von Pierre-Yves Morlet, dem Gründer von Ciel, dem französischen Softwareunternehmen, das Sage 1992 übernommen hatte.
Zuvor war er zunächst als Country Manager und dann als Europadirektor für das amerikanische Softwareunternehmen Intuit tätig. Zuvor war er bei der französischen Softwarefirma Groupe Bull tätig, wo er bis 1990 Marketingdirektor war, und bei Claris, wo er die französische Abteilung aufbaute und bis 1994 die Rolle des Europamanagers übernahm. Im Januar 2000 wurde er zum Mitglied des Verwaltungsrats von Sage ernannt. Er war für die Betreiber auf dem europäischen Festland und für die Geschäfte in Asien zuständig.
Am 1. Oktober 2010 trat Berruyer die Nachfolge von Paul Walker als CEO der Sage Group an. Im August 2014 gab Sage bekannt, dass Berruyer in den Ruhestand gehen würde; Stephen Kelly wurde im November 2014 CEO der Sage Group.

## Karriere nach Sage
Im Jahr 2019 wurde er Vorsitzender von Softomotive, einem Anbieter von Lösungen für die Automatisierung von Roboterprozessen.